# Ле-Гуле
Ле-Гуле (англ. Le Goulet) — село в Канаді, у провінції Нью-Брансвік, у складі графства Глостер.

## Населення
За даними перепису 2016 року, село нараховувало 793 особи, показавши скорочення на 2,9%, порівняно з 2011-м роком. Середня густина населення становила 144,5 осіб/км².
З офіційних мов обидвома одночасно володіли 210 жителів, тільки англійською — 5, тільки французькою — 560.
Працездатне населення становило 63,1% усього населення, рівень безробіття — 9,1%.
Середній дохід на особу становив $38 366 (медіана $30 112), при цьому для чоловіків — $46 519, а для жінок $29 642 (медіани — $34 048 та $24 768 відповідно).
18,6% мешканців мали закінчену шкільну освіту, не мали закінченої шкільної освіти — 45,5%, 35,9% мали післяшкільну освіту, з яких 21,4% мали диплом бакалавра, або вищий.
| Статево-вікова структура населення | Статево-вікова структура населення | Статево-вікова структура населення | Статево-вікова структура населення | Статево-вікова структура населення |
| ---------------------------------- | ---------------------------------- | ---------------------------------- | ---------------------------------- | ---------------------------------- |
|                                    |                                    |                                    |                                    |                                    |
| Всього                             | Всього                             | 51,6%48,4%                         |                                    |                                    |
| 0 — 14 років                       | 0 — 14 років                       |                                    | 7,5%                               | 7,5%                               |
| 15 — 64 років                      | 15 — 64 років                      |                                    | 66%                                | 66%                                |
| 65 і більше                        | 65 і більше                        |                                    | 26,4%                              | 26,4%                              |
| 85 і більше                        | 85 і більше                        |                                    | 3,1%                               | 3,1%                               |
| Середній вік (років)               | Середній вік (років)               | 49,851,1                           | 50,4                               | 50,4                               |
| Медіана (років)                    | Медіана (років)                    | 52,254,6                           | 53,2                               | 53,2                               |
| — чоловіки — жінки                 |                                    |                                    |                                    |                                    |

| Походження мешканців:     | Походження мешканців:     | Походження мешканців: | Походження мешканців: | Походження мешканців: |
| ------------------------- | ------------------------- | --------------------- | --------------------- | --------------------- |
| Походження                |                           |                       | осіб                  | %                     |
| Корінні американці        | Корінні американці        |                       | 85                    | 9.88%                 |
| Інше північноамериканське | Інше північноамериканське |                       | 725                   | 84.3%                 |
| Європейське               | Європейське               |                       | 185                   | 21.51%                |
| британське                | британське                |                       | 70                    | 8.14%                 |
| французьке                | французьке                |                       | 155                   | 18.02%                |

## Клімат
Середня річна температура становить 4,4°C, середня максимальна – 21,7°C, а середня мінімальна – -15,3°C. Середня річна кількість опадів – 1 096 мм.
| Клімат поселення                              | Клімат поселення | Клімат поселення | Клімат поселення | Клімат поселення | Клімат поселення | Клімат поселення | Клімат поселення | Клімат поселення | Клімат поселення | Клімат поселення | Клімат поселення | Клімат поселення | Клімат поселення |
| Показник                                      | Січ.             | Лют.             | Бер.             | Квіт.            | Трав.            | Черв.            | Лип.             | Серп.            | Вер.             | Жовт.            | Лист.            | Груд.            |                  |
| Середній максимум, °C                         | −4,3             | −4,35            | 0,99             | 6,96             | 13,62            | 19,61            | 21,69            | 21,53            | 16,19            | 10,36            | 4,49             | −2,06            |                  |
| Середня температура, °C                       | −9,79            | −9,85            | −4,5             | 1,49             | 8,14             | 14,13            | 18,41            | 18,27            | 12,91            | 7,11             | 1,21             | −5,32            |                  |
| Середній мінімум, °C                          | −15,29           | −15,34           | −9,98            | −4,01            | 2,64             | 8,64             | 15,16            | 15,01            | 9,64             | 3,83             | −2,07            | −8,59            |                  |
| Норма опадів, мм                              | 101              | 78               | 88               | 82               | 86               | 79               | 87               | 99               | 74               | 107              | 105              | 110              |                  |
| Середньомісячна швидкість вітру, м/с          | 5.10             | 4.80             | 4.80             | 4.56             | 4.20             | 3.88             | 3.50             | 3.60             | 3.99             | 4.50             | 4.80             | 5.20             |                  |
| Середньомісячна сонячна радіація, кДж/м²·день | 4836             | 8398             | 12393            | 15590            | 18422            | 20311            | 19756            | 17288            | 12677            | 7793             | 4588             | 3572             |                  |
| --------------------------------------------- | ---------------- | ---------------- | ---------------- | ---------------- | ---------------- | ---------------- | ---------------- | ---------------- | ---------------- | ---------------- | ---------------- | ---------------- | ---------------- |
| Джерело:                                      |                  |                  |                  |                  |                  |                  |                  |                  |                  |                  |                  |                  |                  |